# Amphipoea rufibrunnea
Amphipoea rufibrunnea är en fjärilsart som beskrevs av Heydemann 1942. Amphipoea rufibrunnea ingår i släktet Amphipoea och familjen nattflyn. Inga underarter finns listade i Catalogue of Life.